# Miche
Miche — итальянская компания, занимающаяся производством комплектующих для велосипедов. Располагается в Сан-Вендемиано. Компания была основана Фердинандом Мишленом в 1919 году. Производство Miche ориентировано в основном на компоненты для шоссейных велосипедов, но компания производит компоненты и для трековых велосипедов. Компания является главным спонсором команды Miche Team.